# Acrobasis obliqua
Acrobasis obliqua é uma espécie de insetos lepidópteros, mais especificamente de traças, pertencente à família Pyralidae.
A autoridade científica da espécie é Zeller, tendo sido descrita no ano de 1847.
Trata-se de uma espécie presente no território português.